# Alberto Smith
Alberto Smith (Caracas, Venezuela, 1861 - Ibídem, 26 de junio de 1942) fue un ingeniero y político venezolano. Participó en la construcción del paseo Guzmán Blanco de Caracas, conocido a hoy en día como El Calvario. Trabajó en un tramo del Gran Ferrocarril de Venezuela concluido en 1888. Fue socio fundador de la Electricidad de Caracas en 1895, de la Fábrica Nacional de Cementos y del Jockey Club de Caracas. Fue miembro de la Academia de Ciencias Físicas, Matemáticas y Naturales en 1941.

## Primeros años
Fue hijo de Guillermo Smith, oficial de la Legión Británica, y de Concepción Millares. Sus estudios universitarios los cursó en la Universidad Central de Venezuela (UCV) donde se graduó de agrimensor en 1879, dos años más tarde, completó un doctorado en filosofía, al mismo tiempo que estudió ingeniería civil obteniendo el título en 1883. Después de graduado se fue a Inglaterra para continuar con sus estudios. En diciembre de 1897 se convierte en rector de la UCV.

## Vida política
A finales del gobierno del presidente Cipriano Castro, Smith es enviado a Perú como ministro plenipotenciario, durante los primeros años del presidente Juan Vicente Gómez seguiría en este cargo. En el año de 1911, vuelve a ser nombrado como rector de la UCV, descontento con el gobierno de Gómez se iría del país en 1913. Después de un viaje por distintas partes del mundo, Smith se residenció en Cuba.
En 1929, se convierte en vicepresidente de la Junta de Liberación Nacional, organizada en París por el general Román Delgado Chalbaud. Durante esa estancia en París, Smith publica su libro llamado Formación del estudiante, del profesional y del ciudadano. Al morir Gómez, en 1935, Smith regresa a Venezuela, al año siguiente es nombrado nuevamente como rector de la UCV y ministro de Instrucción Pública. En este último cargo pudo dedicarse a crear el liceo Fermín Toro y el Instituto Pedagógico Nacional. También ordenó la Oficina de Educación Física Nacional y dictó el reglamento de la Escuela de Artes Plásticas. Entre los años de 1940 y 1941, fue embajador de Venezuela en Cuba, Haití y Santo Domingo.